# CHRC
CHRC, aussi connue sous le nom de Québec 800 et Info 800, est une station de radio qui entre en ondes le 1er avril 1926 dans la ville de Québec (Canada). Diffusée à la fréquence de 800 kHz avec une puissance de 50 000 W, ce qui lui permet d'être entendue partout dans la grande région de Québec incluant une partie de Chaudière-Appalaches, elle est reconnue pour ses émissions sur l'actualité et le sport. Dernière station à émettre sur la bande AM dans cette ville, elle cesse d'émettre le 30 septembre 2012.

## Histoire
La station CHRC (pour CH Radio Capitale) apparaît sur les ondes le 1er avril 1926, à la fréquence de 880 kHz. Elle change plusieurs fois de fréquence de diffusion avant de se stabiliser à 800 kHz en 1942. En 1930, elle compte cinq employés et diffuse seulement quelques heures par jour. Le compositeur d'opéra Joachim Ulric Voyer est durant quatre ans son directeur artistique. Ses locaux sont alors situés à l'hôtel Victoria, à l'angle de la côte du Palais et de la rue Saint-Jean. Le nombre d'employés passe à trente en 1942. Cinq ans plus tard, la station emménage dans les locaux de la rue Saint-Jean qu'elle occupe jusque dans les années 1970.
Déjà en 1943, l'émission Radiomonde reçoit 103 000 lettres en un an. Les années 1950 à 1975 constituent l'âge d'or de CHRC. À cette époque, la station domine le monde de la radio à Québec et les animateurs ont le statut de vedettes. Parmi les noms les plus connus, on retrouve ceux de Jacques Boulanger, qui commence sa carrière à CHRC en 1958 avant de devenir une des vedettes de la télé de Radio-Canada, de Richard Garneau, qui y entame aussi sa brillante carrière, de Winston McQuade, qui devient directeur des programmes en 1970 puis poursuit sa carrière à Radio-Canada pendant plus de trente ans, du comédien Roger Lebel, de l'ancien maire de Québec Jean Pelletier, de l'écrivain et humoriste Albert Brie, de Jean Boileau, homme à tout faire entre 1949 et 1959, animateur du matin et commentateur sportif avec Maurice Descarreaux, de Roch Prou, de Benoit Thibault, de Gaston Blais et de nombreux autres, sans oublier des femmes exceptionnelles comme Georgette Lacroix, Simone Bussières et la pionnière de toutes, Nana Duvilliers.
Au début des années cinquante, Albert Brie auteur-comédien-réalisateur (Chez Miville) propose une série qui mystifie le public de CHRC. Le Père Tobie est une composition d'un vieux caléchier de Québec, une création dont l'interprète demeure secret pendant toute la durée de la série ; le public est convaincu qu'il s'agit d'un véritable caléchier, ce vieux Tobie qui chiale sur tout et sur rien et qui ne laisse personne indifférent. Ce rôle est personnifié par Jean Boileau, qui met à profit ses talents d'imitateur et de comédien.
L'année 1970 est marquée par l'arrivée d'André Arthur, qui est, avec son émission de ligne ouverte, la vedette de la radio matinale. Le journaliste sportif Marc Simoneau est également à cette époque une personnalité majeure de CHRC.
En 1973, la station déménage de la rue Saint-Jean vers le chemin Sainte-Foy, dans un édifice moderne acquis par ses propriétaires en août 1972, où elle reste jusqu'en février 2009. 
Entre 1997, date du déplacement de CBV vers la bande FM, et sa fermeture en 2012, CHRC reste la seule station à émettre en modulation d'amplitude (AM) à Québec.
Entre septembre 2005 et janvier 2009, la station est connue sous le nom d'Info 800, un peu comme la station-sœur de CHRC, qui est CINF à Montréal et appartenant à Corus Québec.
La station est vendue le 26 juin 2008 au groupe Cadrin-Tanguay-Roy (Michel Cadrin, Patrick Roy et Jacques Tanguay). En février 2009, la station déménage ses locaux au Colisée Pepsi de Québec. 
Le 14 septembre 2012, les propriétaires annoncent la fermeture prochaine de la station. Tietolman-Tétrault-Pancholy Media ainsi que Bell Media se montrent intéressés à acquérir la station. Ces démarches n'aboutissent pas et la fermeture se produit le 30 septembre suivant,.
Le fonds d’archives CHRC est conservé au centre d’archives BAnQ Québec de Bibliothèque et Archives nationales du Québec.

## CHRC-FM
En 1949, CHRC lance une station-sœur sur les ondes FM, CHRC-FM, c'est la première station émettant en modulation de fréquence (FM) à Québec. Cette station est renommée CHOI-FM en 1976, mais garde les mêmes propriétaires que CHRC jusqu'en 1997.

## Animateurs
- Josey Arsenault
- André Arthur (1970-1982, 1985-1997)
- Pierre Blais[20]
- Philippe Beaulieu[20]
- André Bélisle dit Monsieur B
- Claude Bernard
- Gaston Blais
- Pierre Bourboin
- Jean Boileau dit le Grand Jean (1949-1959)
- Jacques Boulanger[21] (1958-1960)
- Jean Brouillard, journaliste sportif (1984)
- Simone Bussières
- Michel Carrier
- Vincent Cauchon
- Hugo Clermont[20]
- Eugène Cloutier
- Raynald Cloutier[20]
- Les Collégiens Troubadours
- Saint-Georges Côté
- Miville Couture
- Rémy D'Anjou
- Maxime Dubois[20]
- Alain Dufresne[20]
- Dominique Dumas
- Clovis Dumont
- Nap Gariépy (1961-1994)
- Richard Garneau
- Stéphane Gasse
- Joe Hardy
- Mario Hudon[20]
- Michel Jasmin
- Georgette Lacroix[21]
- Michel Laliberté, journaliste sportif
- Raymond Laplante
- Françoise Larochelle Roy
- Claude Lavoie, journaliste sportif
- Louis Lebeau
- Roger Lebel
- Félix Leclerc
- Jacques Létourneau
- Robert L'Herbier
- Pierre-Yves Lord
- Winston McQuade
- De Verchères Mercier
- Michel Montpetit
- Jacques Normand
- Paul Ouellet
- André Paillé (1967-2000)
- François Paquet[20]
- Jean Pelletier
- Bruno Perron, journaliste
- François Reny
- Roc Proulx
- Camil Samson
- Myriam Ségal
- Marc Simoneau
- Daniel Sylvain[20]
- Jacques Tétrault (animateur de Bonjour Québec de 1998 à 2003.)
- Benoit Thibault
- Pierre Vézina (Le Vez)[20]
- Denis Walsh (Les Crooners)